# Guntschacher Au

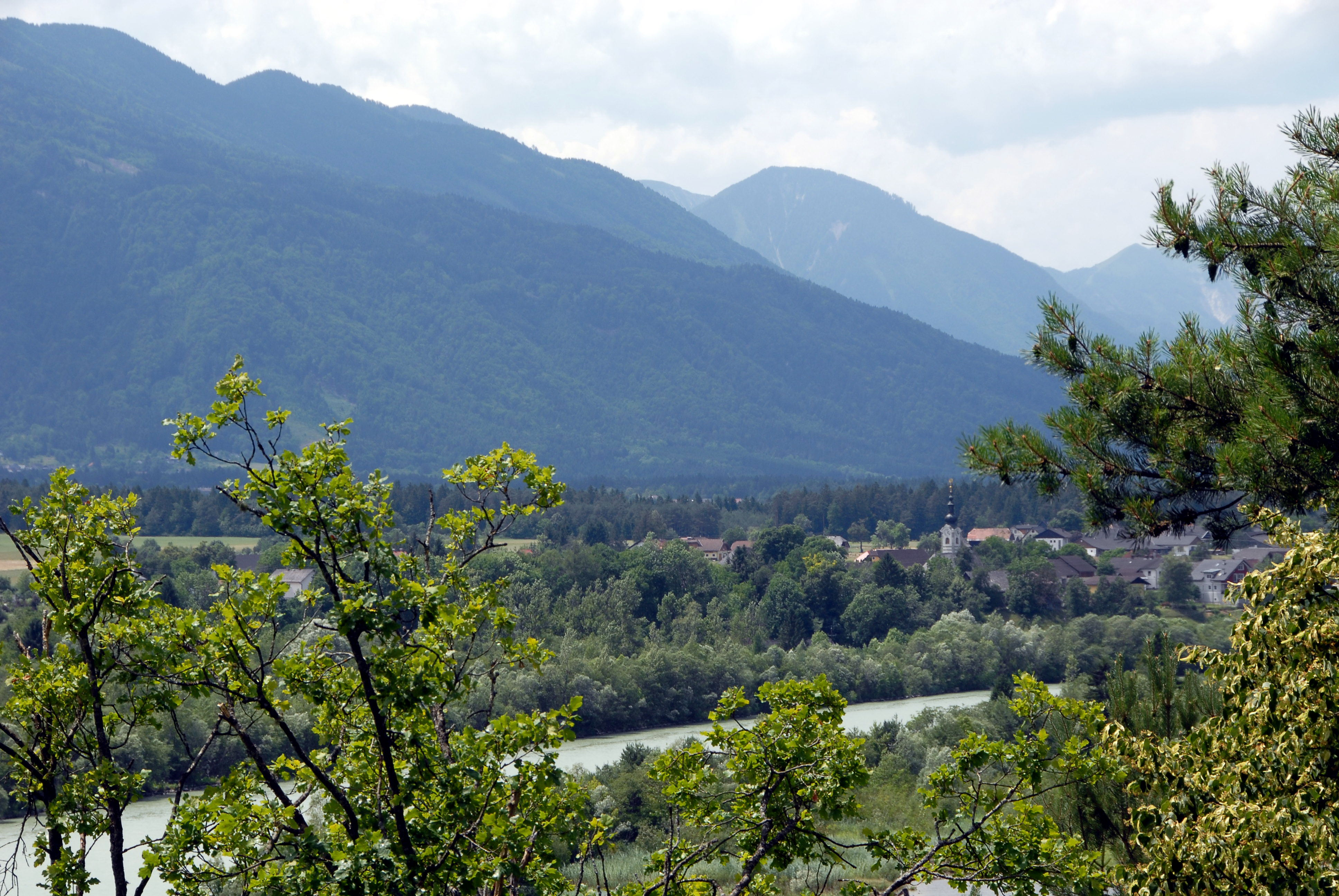
Guntschacher Au mit Glainach, Blick nach Südwest

Die Guntschacher Au, slowenisch Humče ist eine etwa 60 Hektar große Aulandschaft an der Drau im Gebiet des Rosentales im Süden der Sattnitz.
Die Au beherbergt über 2000 Pflanzen- und Tierarten. Besonderheiten sind etwa die Würfelnatter, der Sterlet und die beiden hier brütenden Vogelarten Eisvogel und Gänsesäger.
Während der Errichtung des Staukraftwerkes Annabrücke sollte die Au aufgeschüttet und in landwirtschaftliche Nutzfläche umgewandelt werden. Dem Naturschutzbeauftragten des Landes Kärnten gelang es jedoch, die Au als Ausgleichsfläche für verlorengegangene Flächen zu erhalten. Heute ist die Dynamik der Au durch das Kraftwerk beeinträchtigt, dennoch ist sie ein ökologisch wertvolles Feuchtgebiet. 2005 wurde die Guntschacher Au zum gleichnamigen Naturschutzgebiet erklärt (LGBl. Nr. 107/2005). 

## Belege
- Werner Petutschnig: Bewahrender, pflegender und gestaltender Umweltschutz. In: Bettina Golob, Helmut Zwander (Hrsg.): Die Sattnitz. Konglomerat der Natur im Süden Kärntens. Naturwissenschaftlicher Verein für Kärnten, Klagenfurt 2006, ISBN 3-85328-041-2, S. 45–50, hier S. 47.

Koordinaten: 46° 32′ 50,6″ N, 14° 20′ 37,1″ O